# 塞德港球迷骚乱
塞德港球迷骚乱 或称 塞德港足球暴力事件发生于2012年2月1日夜晚，当时埃及的两支顶级足球队：马斯里队和阿赫利队在塞德港体育场以三比一的比赛结果结束后，双方有数千名球迷冲上赛场大打出手，造成至少79人遇难。BBC报道，埃及卫生部副部长表示“这是埃及足球运动历史上伤亡最惨重的灾难事件”。根据现场视频显示，埃及警察似乎不愿意制止双方球迷使用刀具等武器进行的暴力冲突。
BBC驻开罗记者雷恩表示，一些球迷带着利器进入了球场，球场也没有安检措施。埃及球迷，尤其是马斯里队和阿赫利队球迷很有暴力倾向。自从2011年埃及民众抗议把穆巴拉克赶下台后，埃及警察一直都很低调。

## 反应
事发后，埃及议会将于2日举行一次紧急会议，以商讨这次灾难事件并做出具体回应。之后即将举行的2011-2012年埃及足球甲级联赛赛事将被推迟。2月2日，埃及内政部长穆罕默德·易卜拉欣表示，47名与骚乱事件有关的嫌疑犯已经被逮捕。
FIFA主席塞普·布拉特于事发后发表声明说:
“我对于当晚在埃及塞德港足球比赛之后所发生的大量球迷死亡和受伤的事件感到非常震惊和悲伤，我对于与遇难者家属所承受的失去亲人的悲痛感同身受。今天是足球历史上黑暗的一天。此类灾难是不可思议并且是不应该发生的”。

## 审判
2013年3月9日，塞得港刑事法院宣布足球惨案的终审结果，73名被告中有21名判处死刑、5人终身监禁、28人无罪，包括塞得港安全局负责人在内的其他被告被判处5到15年有期徒刑。电视直播判决后，有开罗al-Ahly足球迷俱乐部成员放火焚烧埃及足球協會总部。